# Collapse (киберспортсмен)
Магомед Мурадович Халилов (также известный как Collapse; род. 25 февраля 2002, Махачкала) — российский киберспортсмен, игрок в Dota 2, наиболее известный по выступлениям в составе команды Team Spirit (с 19 декабря 2020 года). Чемпион The International 10, а также PGL Arlington Major 2022, Riyadh Masters 2023 The International 12, PGL Wallachia 2024 и Esports World Cup 2025.

## Биография
Магомед Мурадович Халилов родился в Махачкале (Дагестан) 25 февраля 2002 года. Свой игровой ник — Collapse — выбрал под влиянием творчества Эминема и композиции «’Till I Collapse».

## Киберспортивная карьера
В компьютерную игру Dota 2 играет с 2017 года. Первые киберспортивные турниры провёл в 2018 году в составе команды Melancholy (наилучший результат — третье место в турнире третьего уровня Dom.ru Championship 2018). В 2020 году Халилов переходит в команду Cascade, а затем — в Yellow Submarine. Наилучший результат 2020 года — 7-8 места (последние) в турнире первого уровня EPIC League Season 2 Division 1.
В декабре 2020 году Халилов переходит в полностью обновлённую команду Team Spirit, которая проходит квалификацию на The International 10, где побеждает в гранд-финале PSG.LGD.
Collapse обычно играет на третьей позиции оффлейнера (игрок сложной линии).

## Личная жизнь
4 февраля 2022 года девушка Магомеда Мари обвинила его в том, что киберспортсмен изменял ей и бросил во время беременности. Позднее в этот же день клуб Team Spirit выпустил заявление, в котором сообщил о приоритете защиты частной жизни и «психологического состояния своих игроков», попросив СМИ «воздержаться от попыток получить комментарий от представителей организации». Никаких доказательств о факте беременности со стороны девушки предоставлено не было. Спустя несколько дней Магомед опубликовал ответ в своем личном аккаунте в Instagram, где опроверг информацию об изменах и рукоприкладстве.